# Liste des étoiles les moins massives
 (septembre 2016).
Ceci est une liste des étoiles et naines brunes les moins massives connues.
Un objet doit avoir au minimum 13 fois la masse de Jupiter pour commencer la fusion du deutérium.
| Nom                       | Masse Solaire | Masse de Jupiter |
| ------------------------- | ------------- | ---------------- |
| Jupiter (comme référence) | 0.000954      | 1 (317,8 Terres) |
| ----------------          | -----         | --               |
| OTS 44                    | 0.013         | 15               |
| Oph1622 A                 | 0.014         | 15.5             |
| Oph1622 B                 | 0.016         | 17.5             |
| Gliese 229 B              | 0.021         | 25               |
| 2M1207                    | 0.021         | 25               |
| Epsilon Indi Bb           | 0.024         | 28               |
| HD 98230 B                | 0.037         | 39               |
| Teide 1                   | 0.041         | 43               |
| Epsilon Indi Ba           | 0.045         | 47               |
| Gliese 570 D              | 0.050         | 52               |
| LP 944-020                | 0.056         | 58               |
| 2MASS 0415-0935           | 0.060         | 63               |
| DENIS 1048-0039           | 0.065         | 68               |
| 2MASS 1835+3259           | 0.070         | 75               |
| DENIS 0255-4700           | 0.070         | 75               |
| 2MASS 0532+8246           | 0.077         | 81               |
| LHS 3003 (GJ 3877)        | 0.077         | 81               |
| Gliese 165 B              | 0.080         | 84               |
| Gliese 623 B              | 0.080         | 84               |
| LHS 1070 B                | 0.080         | 84               |
| LHS 1070 C                | 0.080         | 84               |
| Ross 614 B                | 0.080         | 84               |
| Étoile de Teegarden       | 0.080         | 84               |
| Van Biesbroeck 10 (VB 10) | 0.080         | 84               |
| Gliese 105 C              | 0.082         | 86               |
| LHS 292                   | 0.083         | 87               |
| LP 731-058                | 0.083         | 87               |
| DX Cancri                 | 0.087         | 91               |
| Van Briesbroeck 8 (VB 8)  | 0.088         | 92               |
| AB Doradus C              | 0.089         | 93               |
| OGLE-TR-122 B             | 0.091         | 96               |
| Wolf 359                  | 0.1           | 105              |
| ----------------          | -----         | --               |
| Soleil (comme référence)  | 1             | 1042             |

| Naine brune  |
| Naine rouge  |
| Naine orange |

## Cha 110913-773444
Cha 110913-773444 a une masse 8 fois celle de Jupiter ce qui est insuffisant pour le considérer comme une étoile naine, ce serait un planémo, une planète flottante. Il n'y a pas encore de consensus.